# Konvalbusk-familien
Konvalbusk-familien (Clethraceae) har to slægter og ca. 95 arter, som er udbredt i Nordamerika og Sydøstasien med en enkelt art på Madeira. Det er træagtige buske, der kan genkendes på deres spiralstillede og tandede blade, som er samlet ved enden af skuddene (som det også kendes fra Lyng-familien (Ericaceae). De har blomsterne samlet i endestillede klaser. De enkelte blomster er ret små og 5-tallige.
| Slægter |

- Konvalbusk-slægten (Clethra)